# Merry Lepper
Merry Lepper (31 december 1942) is een voormalige Amerikaanse langeafstandsloopster, die gespecialiseerd was in de marathon. Ze had het wereldrecord in handen op deze afstand.

## Loopbaan
Begin jaren zestig trainde Lepper samen met Lyn Carman (eveneens afkomstig uit Californië) en beiden namen officieus deel aan wegwedstrijden. Bij de Western Hemisphere Marathon op 14 december 1963 verscholen ze zich in het publiek en liepen na de start mee in de wedstrijd. Een official wilde Merry Lepper uit de wedstrijd halen, maar ze snauwde terug dat ze het recht had om op de openbare straat te lopen. De vrouwen werden door een sympathieke AAU official geklokt. Carman moest voor de finish opgeven, maar Lepper voltooide de wedstrijd in 3:37.07. De IAAF erkent deze tijd als wereldrecord. Dit record hield tot 23 mei 1964 stand, toen het werd verbeterd door de Britse Dale Greig tot 3:27.45.
In 2013 kreeg Merry Lepper een onderscheiding van de Amerikaanse stad Culver City. De motivatie luidt: "lichtend voorbeeld van hoe een persoon enorme hindernissen overwint om haar droom te verwezenlijken en de weg te banen voor toekomstige generaties".